# Josh Hartnett
Joshua Daniel (Josh) Hartnett (Saint Paul, Minnesota, 21 juli 1978) is een Amerikaans filmacteur en -producent. Hij werd wereldwijd bekend met zijn rol als Capt. Danny Walker in Pearl Harbor en andere films als Black Hawk Down, Sin City, Lucky Number Slevin en 30 Days of Night.

## Levensloop
Hartnett werd geboren en groeide op in Saint Paul, Minnesota.
Na de scheiding van zijn ouders keerde zijn moeder terug naar San Francisco. Josh bleef bij zijn vader wonen met zijn jongere broers Jake en Joe en jongere zus Jessica.
Hartnett ontwikkelde interesse in het acteren toen hij door een blessure aan zijn been geen football meer mocht spelen. Uit pure verveling nam hij deel aan een auditie voor het schooltoneel en zo werd zijn talent ontdekt.
Zijn acteerdebuut op het kleine scherm maakte Josh in april 1997 waar hij een rol in de televisieserie Cracker kreeg. Een jaar later brak hij door als acteur door zijn rol in de film Halloween H20: 20 Years Later speelde.
Hartnett zou liefst in de anonimiteit verdwijnen en met de miljoenen die hij verdient naar Parijs trekken om daar een onbekende schilder te worden. Begin juli 2008 werd bekend dat een wens van hem in vervulling zal gaan: hij stond van september tot en met december 2008 op de planken in de toneelversie van Rain Man in het Apollo Theater in Londen. Hierin speelde hij de rol van Charlie Babbit, in de gelijknamige film gespeeld door Tom Cruise.

## Filmografie

### Als producent
- 2008 - August
- 2009 - Nobody